# ديك تود (لاعب كرة قدم أمريكية)
ديك تود (بالإنجليزية: Dick Todd)‏ هو لاعب كرة قدم أمريكية أمريكي، ولد في 2 أكتوبر 1914 في ثرال في الولايات المتحدة، وتوفي في 9 نوفمبر 1999 في كروويل في الولايات المتحدة.

## وصلات خارجية
- ديك تود على موقع مرجع كرة القدم المحترفة.كوم (الإنجليزية)